# 4-та лінія (Київ)
4-та лі́нія — вулиця в Оболонському районі міста Києва, селище Пуща-Водиця. Пролягає від Курортної до Лісної вулиці.
Прилучаються вулиці Ірини Жиленко, Федора Максименка, Миколи Юнкерова і Квітки Цісик.
Між вулицями Федора Максименка та Миколи Юнкерова наявна перерва у проляганні вулиці — частина колишньої вулиці нині слугує як проїзд територією госпіталю інвалідів війни.

## Історія
Вулиця виникла наприкінці XIX — на початку XX століття під сучасною назвою.